# Лукаш, Николай Евгеньевич
Николай Евгеньевич Лукаш (1796—1868) — генерал-лейтенант, сенатор, военный губернатор Тифлисской губернии.

## Биография
Считается первым, внебрачным, сыном Александра I от княгини Софии Сергеевны Мещерской (Всеволожской). В военную службу был записан сержантом в 1807 году в один из армейских пехотных полков. С 27-го января 1812 года — прапорщик.
С началом Отечественной войны 1812 года Лукаш явился в строй, принимал участие в военных действиях против французов. По изгнании неприятеля Лукаш, в чине поручика, находился в Заграничном походе и 18 марта 1814 года был награждён золотой шпагой с надписью «За храбрость». Также за боевые отличия во время войн против Наполеона он был удостоен ордена св. Владимира 4-й степени с бантом.
В 1817 году Лукаш был произведён в подполковники, 15 апреля 1821 года назначен командиром Ряжского пехотного полка и 26 ноября 1823 года произведён в полковники. Во главе Луцкого гренадёрского полка он в 1831 году принимал участие в подавлении восстания поляков и был награждён польским знаком «Virtuti Militari» 3-й степени. 25 декабря 1831 года Лукашу был пожалован орден св. Георгия 4-й степени (№ 4622 по кавалерскому списку Григоровича — Степанова). В 1836 году Лукаш был произведён в генерал-майоры и затем награждён орденом св. Владимира 3-й степени. В 1837 году начальник штаба 6-го пехотного корпуса в Москве под командованием генерала Нейдгарта А. И.. 28 мая 1853 года Лукаш перешёл на гражданскую службу с переименованием в действительные статские советники. С 19-го декабря 1855 года по декабрь 1857 года военный губернатор Тифлисской губернии. 4 апреля 1857 года награждён орденом св. Станислава 1-й степени. 30 августа 1859 года он получил чин тайного советника и был назначен сенатором с присутствием в 1-м и 2-м отделениях 5-го департамента, 1 января 1862 года награждён орденом св. Анны 1-й степени. В феврале 1864 года принимал участие в судебном процессе и вынесении приговора Н. Г. Чернышевскому. 18 марта 1864 года Лукаш из тайных советников был переименован в генерал-лейтенанты и с 1 января 1866 года был первоприсутствующим в 1-м отделении 6-го департамента Сената в Москве, однако вскоре был переведён на Кавказ состоять в распоряжении главнокомандующего Отдельным Кавказским корпусом, с сохранением в звании сенатора.
Скончался Лукаш в Москве 20 января 1868 года, похоронен на кладбище Симонова монастыря.

## Семья

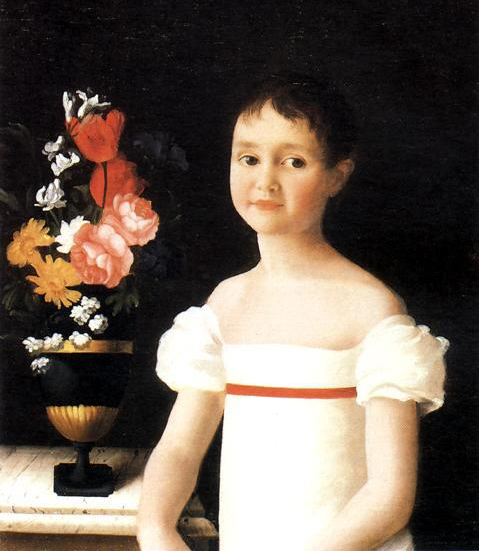
Княжна Александра Михайловна Шаховская (1815)

Первая жена (с 30 апреля 1819 года) — княжна Александра Лукинична Гедианова (26.05.1804—23.02.1834), дочь отставного поручика князя Луки Степановича Гедианова (Гедеванишвили) — отца композитора А. П. Бородина). Венчание было в Петербурге в церкви Воздвижения креста Господня в Таврическом дворце. По словам современника, Александра Лукинична отличалась редко встречаемой античной красотой, хотя и была небольшого роста. Она боготворила своего мужа, и их чета представляла идеал супружеской жизни. Но, к несчастью, она болела чахоткой. Муж её, в надежде её вылечить, прибегал к советам ко всем знаменитым тогда докторам, но безуспешно. Наконец, он обратился к иностранцу-доктору, только что приехавшему в Россию, который обещал её вылечить курсом лечения одним только чистым воздухом. Несмотря на то, что была уже зима, доктор приступил к своему делу. Лукаши жили тогда в Москве, на Тверском бульваре, где был чудный сад. В этом саду всю зиму в открытой беседке прожила чахоточная женщина, возвращаясь домой на ночлег. В начале лечения как будто дышалось легче, но это продолжалось недолго, вскоре больная умерла. Лукаш был сражен, от отчаяния его спасла вера. Похоронена в Москве на кладбище Андроникова монастыря.
В браке имели несколько детей, которых постигла участь матери: Софья (01.08.1821—04.06.1866; в замужестве Григоровская), Мария (12.05.1820(1822)—16.07.1849; в замужестве за Н. М. Хитрово), Василий (21.12.1828—1856), Николай (1829—1887), Екатерина (1830—19??; замужем за профессором Института Корпуса инженеров путей сообщения А. С. Комаровым), Елизавета (1831/33) и Иван (16.01.1834).
Вторая жена (с 9 июня 1837 года) — княжна Александра Михайловна Шаховская (19.11.1805— 29.01.1864), дочь бригадира Михаила Александровича Шаховского от брака с графиней Елизаветой Сергеевной Головиной (1769—1831). Похоронена рядом с мужем на кладбище Симонова монастыря. Имели сына Михаила (1837).